# Оштрељ (Босански Петровац)
Оштрељ је насељено мјесто у Босни и Херцеговини, у општини Босански Петровац, које административно припада Федерацији Босне и Херцеговине. Према попису становништва из 1991. у насељу је живјело 50 становника.

## Становништво
| Националност       | 1991. | 1981. | 1971. | 1961. |
| Срби               | 46    | 15    | 146   |       |
| Муслимани          | 2     |       | 8     |       |
| Југословени        | 1     | 45    |       |       |
| Хрвати             |       |       | 6     |       |
| остали и непознато | 1     | 1     | 2     |       |
| Укупно             | 50    | 61    | 162   | '     |

| Демографија | Демографија | Демографија |
| Година      | Становника  | Становника  |
| ----------- | ----------- | ----------- |
| 1961.       | 163         |             |
| 1971.       | 162         |             |
| 1981.       | 61          |             |
| 1991.       | 50          |             |

## Галерија
- Оштрељ
- Оштрељ

## Знамените личности
- Васо Келечевић, народни херој Југославије.
- Алфред Пихлер, бањалучки бискуп.
- Божо Стефановић, карикатуриста.